# Типи екосистем

## Основні типи екосистем світу
Залежно від природних і кліматичних умов можна виділити три групи і ряд типів природних екосистем — біомів. Біом — сукупність різних груп організмів і середовища їх проживання в певній ландшафтно-географічній зоні (наприклад, в тундрі, тайзі, степу і т. д.). В основі класифікації для наземних екосистем лежить тип природної (вихідної) рослинності, для водних екосистем — гідрологічні та фізичні особливості (за Ю. Одумом, 1986).

### Наземні екосистеми
- тундра: арктична і альпійська;
- бореальні хвойні ліси (тайга);
- листопадні ліси помірної зони (широколистяні ліси);
- степ помірної зони;
- чапараль (райони з дощовою зимою і посушливим літом);
- тропічні злаковники (грасленд) і савана;
- пустеля: трав'яниста і чагарникова;
- напіввічнозелений сезонний (листопадний) тропічний ліс (райони з вираженими вологим і сухим сезонами);
- вічнозелений тропічний дощовий ліс.

### Прісноводні екосистеми
- лентичні (стоячі води): озера, ставки, водосховища та ін.;
- лотичні (текучі води): річки, струмки, джерела та ін.;
- заболочені угіддя: болота, болотисті ліси, марші (приморські луки).

### Морські екосистеми
- відкритий океан (пелагічна екосистема);
- води континентального шельфу (прибережні води);
- райони апвелінгу (родючі райони з продуктивним риболовством);
- естуарії (прибережні бухти, протоки, гирла річок, лимани, солоні марші та ін).;
- глибоководні рифтові зони.

Окрім основних типів природних екосистем (біомів) розрізняють перехідні типи — екотони. Наприклад, лісотундра, змішані ліси помірної зони, лісостеп, напівпустелі і ін.

## Екосистеми суші
Розміщення по земній поверхні основних наземних біомів визначають два абіотичних фактори — температура і кількість опадів. Клімат в різних районах земної кулі неоднаковий. Річна сума опадів змінюється від 0 до 2500 мм і більше. При цьому вони випадають рівномірно протягом року або їх основна частка припадає на певний період — вологий сезон. Середньорічна температура також варіює від негативних величин до 38 °С. Температури можуть бути практично постійними протягом усього року (поблизу екватора) або змінюватися по сезонах.

### Тундри
Тундри — в північній півкулі на північ від тайги. Клімат дуже холодний з полярним днем і полярною ніччю, середньорічна температура нижче −5 °С. За кілька тижнів короткого літа земля відтає не більше ніж на 1 м в глибину. Опадів менше 200–300 мм на рік. Рослинність: відсутні дерева, панують повільно зростаючі лишайники, мохи, злаки і осоки, сланкі або карликові чагарники (брусниця, чорниця, карликова береза). Тваринний світ: великі травоїдні копитні (північний олень, мускусний бик), дрібні риючі ссавці (лемінги), хижаки, що набувають взимку маскуюче біле забарвлення (песець, рись, горностай, полярна сова). У тундрі коротким літом гніздиться велика кількість перелітних птахів, серед них особливо багато водоплавних, які харчуються наявними тут удосталь комахами і прісноводними безхребетними. Ґрунти тундрові — бідні з малою потужністю над шаром вічної мерзлоти.

### Бореальні хвойні ліси (тайга)
Бореальні хвойні ліси (тайга) — північні райони  Європи,  Азії та  Північної Америки. Клімат: довга і холодна зима, багато опадів випадає у вигляді снігу. Рослинність: панують вічнозелені хвойні ліси (ялина, ялиця, сибірська кедрова сосна, модрина, сосна) з потужною лісовою підстилкою. Тваринний світ: великі травоїдні копитні (лось, північний олень), дрібні рослиноїдні ссавці (заєць-біляк, білка, гризуни), вовк, рись, лисиця, ведмідь, грізлі, росомаха, норка та інші хижаки, численні комахи-кровососи під час короткого літа. Безліч боліт і озер. Ґрунти підзолисті і дерново-підзолисті — малопотужні і бідні.

### Листопадні ліси помірної зони
Листопадні ліси помірної зони (широколистяні ліси) (Західна Європа, Східна Азія, схід США). Клімат сезонний із зимовими температурами нижче 0 °С, опадів 750–1500 мм на рік. Рослинність: панують ліси з широколистяних листопадних порід дерев висотою до 35-45 м (дуб, бук, клен), чагарниковий підлісок, мохи, лишайники, потужна лісова підстилка. Тваринний світ: ссавці (лосі, ведмеді, рисі, лисиці, вовки, білки, землерийки), птахи (дятли, дрозди, сови, соколи), плазуни (змії), земноводні (жаби, саламандри), риби (форель, окунь, сом та ін.). Біота адаптована до сезонного клімату: сплячка, міграції, стан спокою в зимові місяці. Ґрунти бурі лісові. У цих районах людська цивілізація отримала найбільший розвиток, тому більша частина широколистяних лісів замінена культурними угрупованнями.

### Степи помірної зони
Степи помірної зони (в Євразії, центр Північної Америки (прерії), південний схід Південної Америки (пампаси), окремі райони  Африки,  Австралії,  Нової Зеландії (туссокі)). Клімат сезонний, літо від помірного теплого до жаркого, зимові температури нижче 0 °С, опадів 250–750 мм на рік. Рослинність: панують дернинні злаки висотою до 2 м і вище в деяких преріях Північної Америки або до 50 см, наприклад, в степах Росії, з окремими деревами і чагарниками на вологих ділянках. Тваринний світ: великі рослиноїдні ссавці — бізони, вилороги антилопи (Північна Америка), сайгаки, а раніше дикі коні — тарпан (Євразія), кенгуру (Австралія), жирафи, зебри, білі носороги, антилопи (Африка); дрібні риючі ссавці (ховрашки, бабаки, полівки, кролики), хижаки (койоти, леви, леопарди, гепарди, гієни), різноманітні птахи. Ґрунти: чорноземи — найродючіші ґрунти в світі — і каштанові. Велика частина степів в даний час використовується під ріллю, пасовища, сіножаті і т.і.

### Чапараль
Чапараль (Середземномор'я, південний берег  Австралії, в  Каліфорнії,  Мексиці та  Грузії). Клімат м'який помірний, опадів 500–700 мм, випадають теплою зимою, літо посушливе. Рослинність: дерева (лавр, вічнозелені дуби) і чагарники з жорсткими вічнозеленими листками. Ґрунти коричневі і сіро-коричневі.

### Тропічний грасленд і савани
Тропічний грасленд і савани (Центральна та Східна Африка, Південна Америка, Австралія, значна частина південної  Індії). Клімат: сухий і спекотний більшу частину року, температура висока цілий рік, опади, 750–1650 мм на рік, розподіляються нерівномірно по сезонах (вологий і сухий сезони). Рослинність: густа трав'яниста рослинність (злакові) з рідкісними листопадними деревами (баобаби, акації, пальми). Тваринний світ: великі рослиноїдні ссавці (антилопи, зебри, жирафи, носороги), хижаки (леви, леопарди, гепарди), птиці (африканський страус, грифи). Багато комах, наприклад, муха-цеце. Ґрунти: червоні фералітні, червоно-бурі і коричнево-червоні.

### Пустелі трав'яниста і чагарникова
Пустелі трав'яниста і чагарникова (деякі райони Африки, наприклад Сахара, Близького Сходу і Центральної Азії, Великий Басейн і південний захід США, північ Мексики та ін.). Клімат: дуже сухий, з жарким вдень і холодними ночами, опадів менше 200–250 мм на рік. Рослинність: ксерофітні трави і рідкостійний чагарник, кактуси, безліч ефемерів, швидко розвиваються після нетривалих дощів. Кореневі системи у рослин великі, поверхневі, що перехоплюють вологу рідкісних опадів, або стрижневі корені, що проникать у землю до рівня ґрунтових вод (30 м і глибше). Тваринний світ: різноманітні гризуни, жаби, ящірки, змії та інші плазуни, сови, орли, грифи, дрібні птахи і комахи у великій кількості, верблюди. Ґрунти світло-бурі, сіроземи, такири.

### Напіввічнозелені сезонні (листопадні) тропічні ліси
Напіввічнозелені сезонні (листопадні) тропічні ліси (тропічна частина Азії, Центральна Америка). Клімат зі зміною сухого (4-6 місяців) і вологого сезонів, середньорічна кількість опадів 800–1300 мм на рік. Рослинність: панують ліси. Домінують дерева верхнього ярусу, що скидають листя в сухий сезон. Нижній ярус утворюють в основному вічнозелені дерева і кущі. З вічнозелених дерев цих екосистем найвідоміша пальма. Тваринний світ: практично так само багатий, як у вічнозелених тропічних дощових лісах. Ґрунти: червоні фералітні.

### Вічнозелені тропічні дощові ліси
Вічнозелені тропічні дощові ліси (північ Південної Америки, Центральна Америка, західна і центральна частини екваторіальної Африки, Південно-Східна Азія, прибережні райони північного заходу Австралії, острови Індійського і Тихого океанів). Клімат без зміни сезонів у зв'язку з близькістю до екватора, середньорічна температура вище 17 °С (зазвичай 28 °С), середньорічна кількість опадів перевищує 2000–2500 мм на рік. Рослинність: панують ліси. Дерева різної висоти утворюють густий полог з трьох ярусів (верхній ярус, полог і нижній ярус). Чагарники і трав'яниста рослинність практично відсутні. На стовбурах і гілках дерев розвиваються рослини-епіфіти, коріння яких не досягає ґрунту, і дерев'янисті ліани, вкорінюються в ґрунті і підіймаються по деревах до їх вершин. Видове різноманіття рослин величезне. Тваринний світ: видовий склад багатший, ніж у всіх інших біомах разом узятих. Зустрічаються численні екзотичні комахи з яскравим забарвленням, земноводні (жаби), плазуни (ящірки, змії, черепахи), птахи (папуги, павичі, кондор), ссавці (мавпи, мурахоїди, ягуари). Ґрунти: червоно-жовті фералітні — малопотужні і бідні органічною речовиною і мінеральними елементами живлення рослин. Велика частина живильних речовин закріплена в біомасі рослинності.

## Прісноводні і морські екосистеми
Складаючи дуже малу частину від усіх екосистем біосфери (наприклад, в будь-який відрізок часу в атмосфері води міститься в 10 разів більше, ніж у всіх річках світу), прісноводні екосистеми для людини мають неминуще значення, внаслідок того, що вони практично єдине джерело для побутових і промислових потреб. Прісні води на поверхні континентів утворюють річки, озера, болота, заповнюють штучні ставки і великі водосховища. Прісні води можуть перебувати в текучому, у відносно нерухомому, стоячому і проміжному станах.
Лімітуючі чинники водного середовища — температура, прозорість, течія, солоність та ін. Багато водних тварин — стенотермні — для них небезпечно навіть невелике теплове забруднення. Прозорість — глибина зони, в якій можливий фотосинтез при проникненні сонячного світла. Течія впливає на поширення організмів і зміст газів і солей. Найважливішим лімітуючим фактором є концентрація кисню. Лімітуючі з біогенних солей — нітрати і фосфати. Різниця в концентрації солей у гідробіонтів з навколишнім водним середовищем може підвищувати або знижувати тиск рідини в тілі риби, і те й інше веде до її загибелі. Тому прісноводні риби не можуть жити в морі, а морські — в прісноводній водоймі. Але є риби зі спеціальним механізмом осмотичної регуляції, здатні жити в обох середовищах (лосось та ін.).
Харчові ланцюги у водоймах добре розвинені і представлені організмами всіх трофічних рівнів. Водні організми, з екологічних позицій, класифікуються за місцеперебуванням у водоймі: бентос — організми, що живуть на дні; перифітон — прикріплені до стебел водних рослин або до інших виступів над дном водойми. Планктон — організми, що плавають в поверхневому шарі води; нектон — організми, що вільно переміщуються у воді. Особливе значення має розподіл організмів по трьох зонах водойми. Літоральна зона — товща води, де сонячне світло доходить до дна. Лімнічна зона — товща води до глибини, куди проникає всього один відсоток від сонячного світла і де затухає фотосинтез. Евфотичною зоною називають всю освітлену товщу води в літоральній і лімнічній зонах. Профундальна зона — дно і товща води, куди не проникає сонячне світло. У проточних водоймах останні три зони не виражені, хоча їх елементи зустрічаються — перекати і плеса. Лентичні екосистеми. Озера — природні прісноводні водойми. Наявність у більшості озер профундальної зони позначається на температурному режимі водної товщі, на її «перемішуванні» і розподілі кисню в ній. Ці процеси сезонні, як і стратифікація озера по температурному режиму. Відомо, що найбільшу щільність, рівну 1 г/см³, вода має при 4 °С, а вище і нижче цієї позначки щільність її знижується. У весняний та осінній періоди, коли вода на поверхні водойми має температуру +4 °С, відбувається її перемішування, а в літній та зимовий періоди — настають стратифікація водойми і періоди стагнації. Цвітіння фітопланктону приурочено до перемішування, коли в фотичній (освітленій) зоні з'являються води, збагачені біогенними компонентами. З точки зору продуктивності озера поділяються на дві групи:
1. оліготрофні (малокормні);
2. евтрофні (кормні).

Водосховища створюються людиною при зведенні гідроенергетичних та гідромеліоративних комплексів. Це вже не природна екосистема, а природно-технічна система. Розподіл тепла і біогенів в ній залежить від типу греблі. Якщо вода скидається придонна, то в цьому випадку водосховище акумулює тепло і експортує біогенні речовини. Якщо скидання йде поверх греблі, то експортується тепло і акумулюються біогени. Через глибоководні шлюзи в річку надходить і солоніша вода, а біогени викликають евтрофікацію ділянки річки. Лотичні екосистеми — річки — відрізняються від стоячих водойм трьома основними умовами:
1. течія — важливий лімітуючий і контролюючий фактор;
2. обмін між водою і сушею значно активніший;
3. розподіл кисню рівномірніший, тому що практично відсутня стратифікація.

У великих річках спостерігається поздовжня зональність: у верхів'ях — угруповання перекатів, в низов'ях — плес, між ними місцями виникають і ті й інші. До низов'я видовий склад риб збіднюється, але збільшуються їх розміри.
Заболочені угіддя та болота. Болота за своїм походженням бувають верхові і низинні. Низинні живляться підземними водами і утворюються при заростанні озер, річкових стариць та інших водойм, а верхові — атмосферними опадами і можуть виникнути в будь-якому пониженні, навіть на схилах гір. Болота вкриті водними макрофітами, болотними рослинами і чагарниками. Болотні ґрунти і торфовища містять багато вуглецю (14-20%). Їх сільськогосподарська обробка призводить до виділення в атмосферу великої кількості вуглекислого газу.
Морське середовище неперервне і займає понад 70% поверхні планети. Глибина океану величезна (до 11 км), але життя є у всіх його куточках і найбагатше поблизу суші. Бар'єрами для пересування тварин є температура, солоність, глибина, тим не менш, в океані відсутні абіотичні зони. Через постійні вітри — пассати — в океанах і морях відбувається постійна циркуляція води за рахунок потужних течій, що виключає дефіцит кисню в глибинах океану. Найпродуктивніші в Світовому океані області апвелінгу. Апвелінг — процес підйому холодних вод з глибини океану там, де вітри постійно переміщують воду геть від крутого материкового схилу, взамін якої піднімається з глибини вода, збагачена біогенами. Високопродуктивні і багаті біогенами, за рахунок привнесення їх з суші, води естуаріїв. Солоність у них коливається за сезонами року, тому тут живуть евригалінні організми, на відміну від таких у відкритому океані (середня солоність 35 г/л), які є стеногалінними.
Біогенні елементи — важливий фактор, що лімітує в морському середовищі, де їх міститься кілька частин на мільярд частин води. Але ці елементи швидко перехоплюються організмами, потрапляючи в їх трофічні ланцюги, практично не досягнувши гетеротрофної зони (біологічний круговорот). Отже, низька концентрація біогенів ще не свідчить про їх загальний дефіцит. Головним чинником, що диференціює морську біоту, є глибина моря: материковий шельф різко змінюється материковим схилом, плавно переходить у материкове підніжжя, яке опускається нижче до рівного ложа океану — абісальної рівнини. Цим морфологічним частинам океану приблизно відповідають такі зони: неритична — шельфу (з літораллю — припливно-відпливною зоною), батіальна — материкового схилу і його підніжжю; абісальна — область океанічних глибин від 2000 до 5000 м. Область відкритого океану за межами шельфу називають океанічною. Все населення океану, так само як і в прісноводних екосистемах, ділиться на планктон, нектон, бентос. Планктон і нектон, все, що живе у відкритих водах, утворює так звану пелагічну зону. Сама верхня частина океану, куди проникає світло і де створюється первинна продукція, називається евфотичною. Її потужність у відкритому океані доходить до 200 м, а в прибережній частині — не більше 30 м. У порівнянні з кілометровими глибинами, ця зона досить тонка і відокремлюється компенсаційною зоною від значно більшої водної товщі, аж до самого дна — афотичної зони. Біотичні угруповання кожної із зазначених зон, крім евфотичної, поділяються на бентосні і пелагічні. У них до первинних консументів відносяться зоопланктон, комах в морі екологічно замінюють ракоподібні. Переважна кількість великих тварин — хижаки. Для моря характерна дуже важлива група тварин, яку називають сесильними (прикріпленими). Їх немає в прісноводних системах (морські лілії). Всі тварини бентосу у своєму життєвому циклі проходять пелагічну стадію у вигляді личинок. Область континентального шельфу, обмежена глибиною моря до 200 м має найбагатшу фауну в океані. Дуже багатий кормом планктон за рахунок личинок бентосної фауни. Області апвелінгу розташовані уздовж західних пустельних берегів континентів. Вони багаті рибою і птахами, які живуть на островах. Але при зміні напрямку вітру приходить спад «цвітіння» планктону і настає масова загибель риб внаслідок розвитку безкисневих умов (евтрофікація). Лимани — це напівзамкнуті прибережні водойми. Вони являють собою екотони між прісноводними і морськими екосистемами. Лимани високопродуктивні, є пастками біогенних речовин. Океанічні області — евфотична зона відкритого океану, бідні на біогенні елементи. Це води «пустелі» у порівнянні з прибережними. Зони Арктики і Антарктики багато продуктивніше, тому що щільність планктону зростає при переході до холодних морів і фауна риб і китів тут значно багатша. Екосистеми глибоководних рифтових зон океану знаходяться на глибині близько 3000 м і більше, в суцільній темряві, де неможливий фотосинтез, переважає сірководневе забруднення, є виходи гарячих підземних вод, високі концентрації отруйних металів, і, тим не менш, тут існує життя.

## Ресурси Інтернету
- Типы экосистем
- Классификация, типы экосистем
- Основные типы экосистем мира